# Estrada Parque Núcleo Bandeirante (DF-075)
A Estrada Parque Núcleo Bandeirante (DF-075 ou EPNB) é uma rodovia do Distrito Federal, no Brasil. A EPNB conta com faixa exclusiva para ônibus, taxi e transporte escolar, responsável por transportar diariamente 174,5 mil pessoas nesta via.A velocidade máxima permitida é de 80 Km/h (Maior Trecho); 60 Km/h (Adjacente ao Núcleo Bandeirante) e 40 Km/h (Ponto focal:       próximo ao Balão do Riacho Fundo). 